# Hortense von Maringh
Hortense von Maringh (* 26. November 1931 in Rudolstadt; † 8. Oktober 1995 in Furtwangen im Schwarzwald) war eine deutsche Juristin.

## Werdegang
Von Maringh lebte seit 1946 im Saarland und trat im Jahr 1963 in die saarländische Finanzverwaltung ein. Seit dem 7. Oktober 1975 war die Juristin als Richterin kraft Auftrags am Finanzgericht des Saarlandes tätig. Am 1. April 1985 wurde sie zu dessen Vizepräsidentin, am 22. März 1989 als erste Frau zu dessen Präsidentin berufen. Von Maringh starb im Alter von 63 Jahren im Amt, nachdem sie während einer Autofahrt einen Schlaganfall erlitten hatte. Ihr Nachfolger wurde im Juli 1996 Hansjürgen Schwarz.